# Jeanne Flanagan
Jeanne Ann Flanagan (* 8. Mai 1957 in New Haven, Connecticut) ist eine ehemalige US-amerikanische Ruderin, die 1984 Olympiasiegerin mit dem Achter wurde.
Die 1,77 m große Jeanne Flanagan vom Boston Rowing Club gewann bei den Weltmeisterschaften 1979 mit dem US-Achter die Bronzemedaille hinter den Achtern aus der Sowjetunion und aus der DDR. Carol Bower, Carol Brown, Jeanne Flanagan und Patricia Spratlen aus dem 1979er Achter saßen zwei Jahre später auch in dem Boot, das bei den Weltmeisterschaften 1981 die Silbermedaille hinter dem sowjetischen Achter erreichte. 
Nach zwei Jahren Unterbrechung kehrte Jeanne Flanagan 1984 in den US-Achter zurück. Bei den Olympischen Spielen 1984 fehlten die sowjetischen Weltmeisterinnen wegen des Olympiaboykotts. Das US-Boot mit sechs Vizeweltmeisterinnen des Vorjahres sowie Jeanne Flanagan, Kathryn Keeler und Steuerfrau Betsy Beard siegte mit einer Sekunde Vorsprung vor den Rumäninnen. Bei den Weltmeisterschaften 1985 saßen nur noch Flanagan und Beard aus dem Olympiaboot im US-Achter, der mit drei Zehntelsekunden Rückstand auf die Rumäninnen den vierten Platz belegte, Gold und Silber ging in die Sowjetunion und die DDR.